# موش و چکش

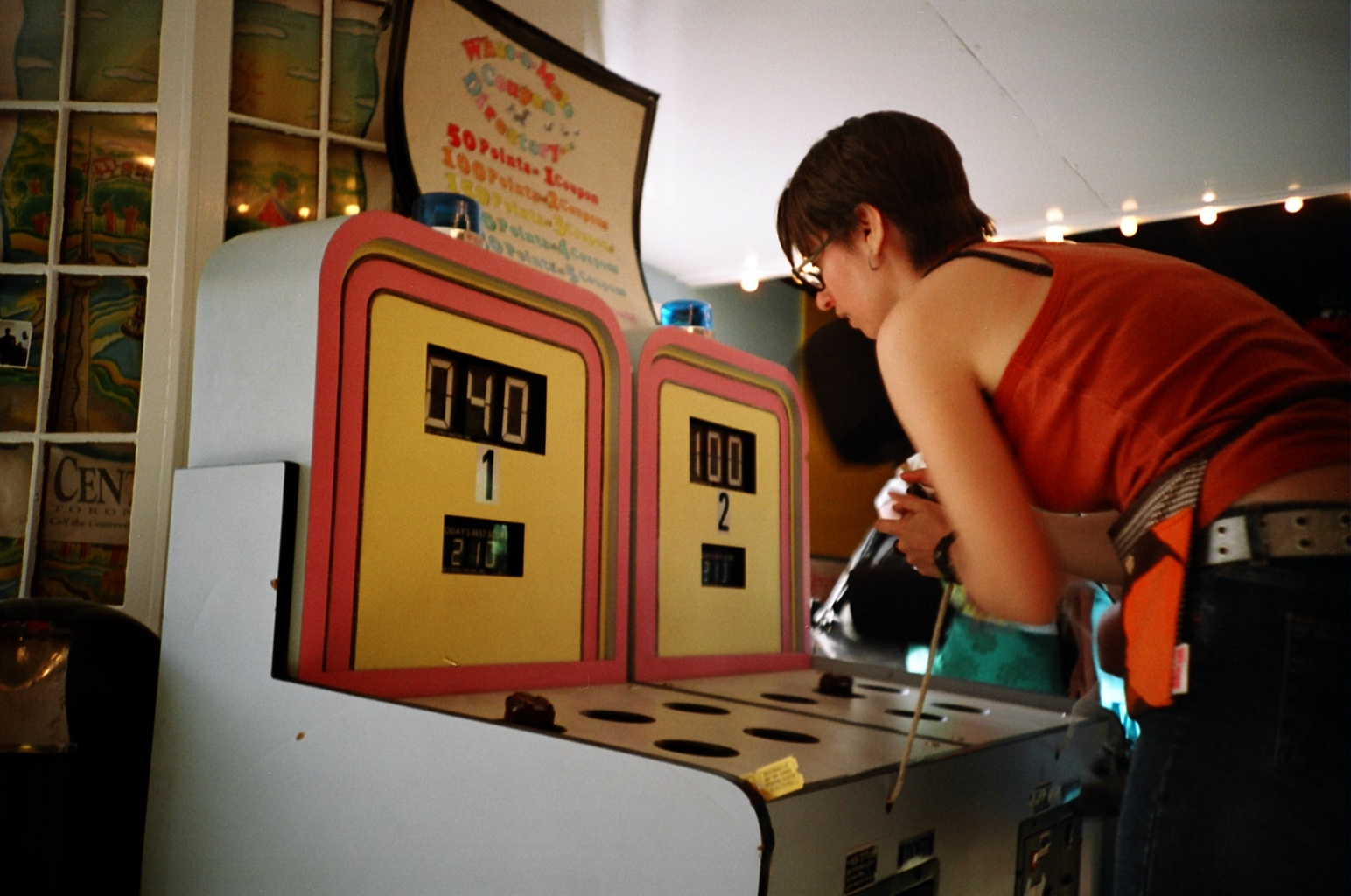
یک جفت دستگاه بازی موش و چکش

موش و چکش نوعی بازی پاساژی محبوب است.
در ژاپن モグラ退治 (موگورا تایجی، «موش‌کوب») در سال ۱۹۷۵ توسط کازوئو یامادا از شرکت توگو اختراع شد. دستگاه بازی به طور گسترده در جشنواره‌های ژاپن دیده می‌شود.
دستگاه بازی متشکل از یک صفحه، یک نمایشگر امتیاز و یک کوبهٔ بزرگ نرم سیاه‌رنگ است. در هر یک از پنج سوراخ صفحهٔ بازی یک موش پلاستیکی کوچک قرار دارد که به طور تصادفی بالا می‌جهد. بازیکن باید به محض بالا آمدن موش روی سرش بکوبد و هرچه این کار را سریع‌تر انجام دهد امتیاز بیشتری می‌گیرد.
در زبان انگلیسی عبارت whac-a-mole یا whack-a-mole به صورت عامیانه به وضعیتی گفته می‌شود که باید چرخه‌ای تکراری و بی‌ثمر از وظایف را انجام داد، اما رفع موفقیت‌آمیز مشکل اول فقط به بروز همان مشکل صرفاً در جایی دیگر منتهی می‌شود. این عبارت در برنامه‌نویسی کامپیوتر به احتمال بروز باگ جدید در اثر رفع باگ قبلی گفته می‌شود. در محیط اینترنت، این عبارت به چالش مقابلهٔ مستمر با تبلیغ‌کنندگان (اسپمرها)، خرابکاران، بدافزارها و دیگر عناصر ایذایی گفته می‌شود. در حوزهٔ قضایی و انتظامی، این عبارت به مشکل ظهور مجدد اَعمال مجرمانه در ناحیه‌ای جدید از یک منطقه گفته می‌شود وقتی اِعمال شدید قانون در ناحیهٔ اول، ارتکاب جرم را در آن ناحیهٔ قبلی کاهش داده است. این اصطلاح در زمینهٔ اخبار جعلی هم به کار رفته چون به محض اثبات جعلی بودن خبر قبلی، یک خبر جعلی دیگر را عَلَم می‌کنند.

## یادداشت
1. ↑  Kazuo Yamada
2. ↑  TOGO